# Augustinum Bischöfliches Zentrum für Bildung und Berufung
Das Augustinum in Graz ist der Bischöfliche Campus für Bildung und Berufung der Diözese Graz-Seckau. Es befindet sich im Gebäude des Bischöflichen Seminars der Diözese Graz-Seckau, das seit 1830 existiert. Nach Umbauarbeiten in den Jahren 2008–2009 wurden an diesem Standort alle Bildungseinrichtungen in Trägerschaft der Diözese Graz-Seckau sowie einige Initiativen in der Berufungspastoral untergebracht. Darüber hinaus ist es möglich, Räume anzumieten und die Küche des Hauses als Caterer für Veranstaltungen zu bestellen. Patron und Namensgeber des Hauses ist, auch aufgrund der Geschichte des Hauses, der Bischof und Kirchenvater Augustinus.

## Geschichte
Da die Diözese Leoben zur damaligen Zeit keine Priester ausbilden konnte, weil im Diözesangebiet ein Gymnasium fehlte, schuf Hofkaplan Sebastian Job 1830 die Stiftung „Carolinum“. Durch sie war es „armen Jünglingen aus der Obersteiermark“ möglich, das Akademische Gymnasium in Graz zu besuchen. Sie wurden privat untergebracht. 1842 folgte mit einer ähnlichen Stiftung Jobs, dem „Augustineum“, die Diözese Seckau. Für die beiden zusammengelegten Stiftungen wurde an der Ecke Lange Gasse–Grabenstraße in Graz im Warnhauser’schen Haus eine Bleibe geschaffen. Die Nachfrage war so groß, dass ab 1956 eine Hauslehranstalt geführt wurde, die im heutigen Bischöflichen Gymnasium eine der traditionsreichsten Bildungsstätten der Steiermark ist.
In der Zeit des Zweiten Weltkriegs wurde das Internat von der NS-Administration zwar geschlossen, die Seminaristen aber durch den Generalpräfekten Karl Lind und den Spiritual Franz Vollmann im Untergrund begleitet. Ab dem Schuljahr 1945/1946 begann der Seminar- und Gymnasialbetrieb wieder, im Jahr darauf konnte der Wiederbezug im fürstbischöflichen Knabenseminar beginnen. 1971 erfolgte die Trennung zwischen Seminar und Gymnasium, die bis dahin gemeinsam geführt wurden.
2008–2009 wurde das ca. 23.000 m2 große Gebäude zum Augustinum umgebaut, das als Bischöfliches Zentrum für Bildung und Berufung alle Bildungs- und Berufungseinrichtungen der Diözese Graz-Seckau beherbergt. Im Jahr 2018 wurde das Haus in Bischöflicher Campus für Bildung und Berufung umbenannt und eine einheitliche Dachmarkenstruktur für die pädagogischen Einrichtungen im Augustinum entwickelt.